# Маргарита Савойска-Ахая (1390 – 1464)
Вижте пояснителната страница за други личности с името Маргарита Савойска.
Маргарита Савойска-Ахая (на италиански: Margherita di Savoia-Acaia; на латински: Margarita Sabaudae–Achaia; * 21 юни 1390, Пинероло, Пиемонт, Савойско графство; † 23 ноември 1464, Алба, Савойско графство) е принцеса на Ахая и чрез женитба маркграфиня на Монферат (17 март 1403 – 18 август 1418). Тя е блажена на Католическата църква.

## Произход
Тя е най-възрастната дъщеря на Амадей Савойски-Ахая (* 1363, † 1402), господар на Пиемонт, титулярен княз на Ахая (* 1363, † 1402), и на съпругата му Катерина Женевска († 1407). Нейни дядо и баба по бащина линия са Жак Савойски-Ахая, господар на Пиемонт и княз на Ахая, и Маргарита дьо Божьо, а по майчина – Амадей III, граф на Женева, и Марго (Мау) д'Оверн. Неин вуйчо е антипапа Климент VII. Има три сестри:
- Бона (* 1390, † сл. 1392 като малка)
- Матилда (* ок. 1390, † 1438), пфалцграфиня и курфюрстиня на Пфалц (1417 – 1436) като съпруга на курфюрст Лудвиг III фон дер Пфалц
- Катерина (*/† 1400).

Има и един полубрат от извънбрачна връзка на баща си.
Дом Савоя-Ахая (кадетска линия на Савойската династия) изчезва с поколението на Маргарита, тъй като нейните родители имат само дъщери, а чичо ѝ Лудвиг, който наследява баща ѝ в титлите, е бездетен.

## Биография

### Брак
Маргарита губи баща си през 1402 г. и на 7 май със сестра си Матилда преминават под настойничеството на чичо им Лудвиг, новият господар на Пиемонт и принц на Ахая, който смята да използва Маргарита за брачен съюз, за да успокои бурните отношения с Монферат. На 29 март 1403 в Асти е подписан брачният договор, а на 18 октомври е сключен бракът между 13-годишната Маргарита и 39-годишния два пъти вдовец Теодор II, маркиз на Монферат от династията на Палеолозите, внук на византийския император Андроник II Палеолог и на втората му съпруга Йоланда (Ирина) Монфератска. Тя не му ражда деца. Маргарита е мащеха на София Монфератска, която се омъжва на 19 януари 1421 г. за Йоан VIII Палеолог, който става император на Византия през 1425 г. и я изгонва през август 1426 г.
От 1409 до 1413 г. Теодор и Маргарита пребивават в Генуа, където маркизът е призован срещу французите и става капитан на народа. Маргарита се отличава с помощта си към бедните, особено през 1411 г., когато гладът и чумата връхлитат града.
Тя овдовява след петнадесет години брак през 1418 г. Същата година според някои източници е регентка на маркграфството за около две години, докато нейният доведен син Джан Джакомо, законен наследник на Теодор, не поеме управлението.

### Монашески живот
Нейното вече голямо благочестие се увеличава, след като слуша проповедите на Свети Винсент Ферер, който прекарва няколко месеца в Монферат.
През 1418 г. или през 1420 г. младата вдовица, отказвайки предложението за брак с Филипо Мария Висконти, се оттегля с няколко млади жени от висок ранг в благороднически дворец в Алба, за да води монашески живот под ръководството на Свети Доминик (Трети доминикански орден).
През 1445 г. в Алба е положен първият камък на нов доминикански манастир, насърчаван от нея и посветен на Света Мария Магдалена. През 1450 г. Маргарита и нейните спътнички са упълномощени да преминат от Третия доминикански орден към Втория орден (същинските Доминикански монахини) и те приемат правилата на Свети Августин. През същия този период Маргарита работи, за да убеди братовчед си Амадей VIII, избран за антипапа с името Феликс V, да се откаже от поста, което и той прави през 1449 г.
Още повече увеличавайки телесните си изпитания, тя остава модел за благочестие, преди всичко когато отговаря за болницата „Санта Мария дели Анджели“, където прави всичко възможно, за да облекчи страданието на болните. След около 45 години от покаяние, смирение и добри дела тя умира като светица на 23 ноември 1464 г. на 82-годишна възраст. На 13 декември 1464 г. тленните ѝ останки са погребани в обикновена гробница. През 1481 г. са преместени в много по-красива гробница в нейния манастир, специално построена за сметка на Вилхелм VIII Монфератски.
Папа Климент IX я обявява за блажена през 1669 г., а папа Бенедикт XIII разрешава честването на празника ѝ (23 ноември) във всички Савойски държави.
Основаният от нея манастир, първоначално посветен на Света Мария Магдалена, днес е посветен на нея.

Четирима блажени от Савойската династия са изрисувани на свода в южната пътека на базиликата „Сан Микеле Маджоре“ в Павия, като Маргарита е изрисувана в монашеско облекло, държаща три стрели.
- Фреска с Блажената Маргарита Савойска в конферентната зала на Регионалната библиотека на Аоста
- Изображение от „Житие на блажената Маргарита Савойска, маркиза от Монферат“ от Франческо Доменико Баризано, отпечатано в Торино през 1692 г.

### Първични източници
- (LA) De Allobrogibus libri novem
- (LA) Preuves de l'Histoire généalogique de la royale maison de Savoie, justifiée par titres, .par Guichenon, Samuel
- (IT) Monumenta Aquensia

### Историографска литература
- (FR) Histoire généalogique de la royale maison de Savoie, justifiée par titres, ..par Guichenon, Samuel
- (FR) Histoire de la Maison de Savoie
- (FR) Preuves de l'Histoire généalogique de la royale maison de Savoie, justifiée par titres, .par Guichenon, Samuel
- Massimiliano Taroni, Beata Margherita di Savoia principessa e fondatrice del Monastero domenicano di Alba, Velar – ElleDiCi, Gorle – Torino 2013
- Meinolf Lohrum: Margareta von Savoyen. In: Lexikon für Theologie und Kirche (LThK). Bd. 6 (1997), Sp. 1315.
- Ekkart Sauser: Margarete von Savoyen (Selige). In: Biographisch-Bibliographisches Kirchenlexikon (BBKL). Band 19, Bautz, Nordhausen 2001, ISBN 3-88309-089-1, с. 957 – 958.

### Други
- (EN) PRINCES of ACHAIA, SIGNORI del PIEMONTE - MARGUERITE de Savoie, на fmg.ac, Foundation for Medieval Genealogy
- (EN) MARCHESI di MONFERRATO 1306-1533 (PALEOLOGO) - MARGUERITE de Savoie (TEODORO), на fmg.ac, Foundation for Medieval Genealogy
- (EN) Savoy 2 - Margherita, на genealogy.euweb.cz, Genealogy
- (EN) Byzant 12 - Margherita of Achaia (Teodoro II), su genealogy.euweb.cz, Genealogy
- Margherita di Savoia marchesa del Monferrato, beata, на Treccani.it – Enciclopedie on line
- Margherita (marchesa di Monferrato), на sapere.it, De Agostini
- Luigi Provero, MARGHERITA di Savoia-Acaia, marchesa di Monferrato, в Dizionario biografico degli italiani, vol. 70, Istituto dell'Enciclopedia Italiana, 2008
- (EN) Léon Clugnet, Blessed Margaret of Savoy, в Catholic Encyclopedia, vol. 9, Robert Appleton Company, 1910
- Cristina Siccardi, Beata Margherita di Savoia, на Santi, beati e testimoni, santiebeati.it